# Willy Baumgartner
Willy Baumgartner (4 maart 1911 - 27 oktober 1985) was een Zwitsers voetballer die speelde als verdediger.

## Carrière
Baumgartner speelde voor de Zwitserse clubs Grasshopper en FC Biel-Bienne. 
Voor Zwitserland speelde hij zes interlands tussen 1933 en 1936.